# Europeiska unionens stadga om de grundläggande rättigheterna
Europeiska unionens stadga om de grundläggande rättigheterna, även känd som rättighetsstadgan, är en stadga som reglerar grundläggande rättigheter inom Europeiska unionen. Tillsammans med Europakonventionen och medlemsstaternas författningar utgör den grunden för mänskliga rättigheter och grundläggande fri- och rättigheter inom unionen. En ursprunglig version av stadgan proklamerades högtidligt av Europaparlamentet, Europeiska unionens råd och Europeiska kommissionen den 7 december 2000 i Strasbourg, Frankrike. Den uppdaterades 2007 och blev rättsligt bindande genom Lissabonfördraget den 1 december 2009.
Rättighetsstadgan innehåller en rad bestämmelser om alltifrån rätten till liv och förbud mot tortyr till likhet inför lagen, rätten till fri rörlighet för personer och rätten till rättvisa arbetsförhållanden.
Rättighetsstadgan är tillämplig inom hela Europeiska unionen, dock endast för unionens institutioner, organ och byråer samt medlemsstaterna när de tillämpar unionsrätten. Ledamöterna i Europeiska kommissionen svär en ed inför EU-domstolen om att respektera stadgan, tillsammans med unionens fördrag, i samband med att de tillträder sina ämbeten.

## Historia

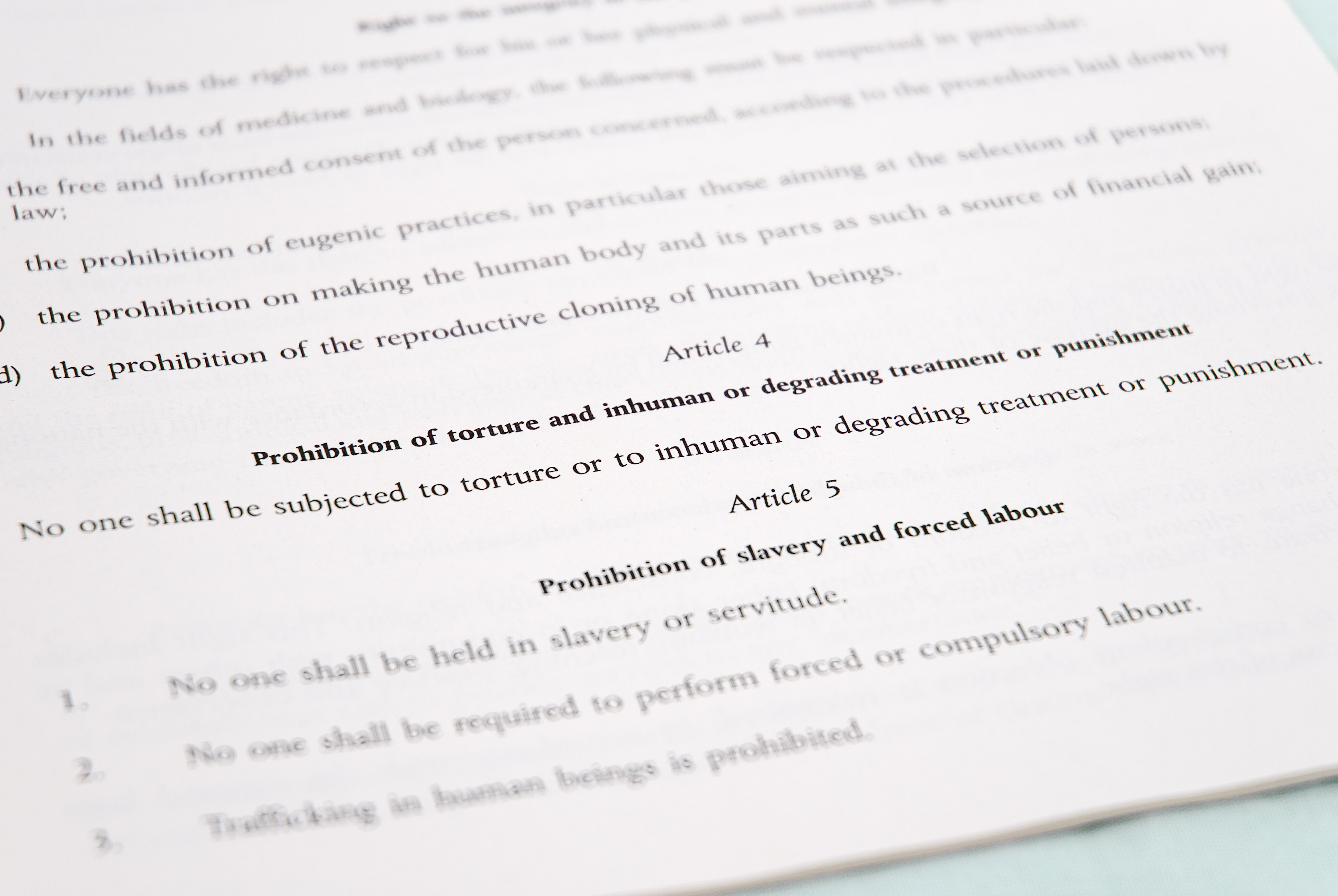
Stadgan förbjuder bland annat tortyr och omänsklig behandling.

Europeiska gemenskapernas domstol beslutade 1996 att Europeiska unionens fördrag inte innebar en anslutning av unionen till Europakonventionen, trots att samtliga medlemsstater hade ratificerat konventionen. På grund av detta gav Europeiska rådet vid sitt sammanträde i Köln i juni 1999 i uppdrag till ett konvent att utarbeta en stadga. Konventet höll sitt konstituerande möte i december 1999 och antog ett utkast den 2 oktober 2000. Europeiska rådet antog i oktober 2000 enhälligt utkastet och överlämnade det till Europaparlamentet och Europeiska kommissionen.
Europaparlamentet godkände stadgan den 14 november 2000 och kommissionen godkände den 6 december 2000. Ordförandena för parlamentet, rådet och kommissionen undertecknade och proklamerade stadgan på uppdrag av sina institutioner den 7 december 2000 i Nice. Genom Europeiska konstitutionen föreslogs att stadgan skulle bli juridiskt bindande. Efter förkastandet av konstitutionen, införlivades idén istället i Lissabonfördraget. I samband med fördragets ikraftträdande den 1 december 2009 blev därmed rättighetsstadgan juridiskt bindande.

## Syfte och innehåll

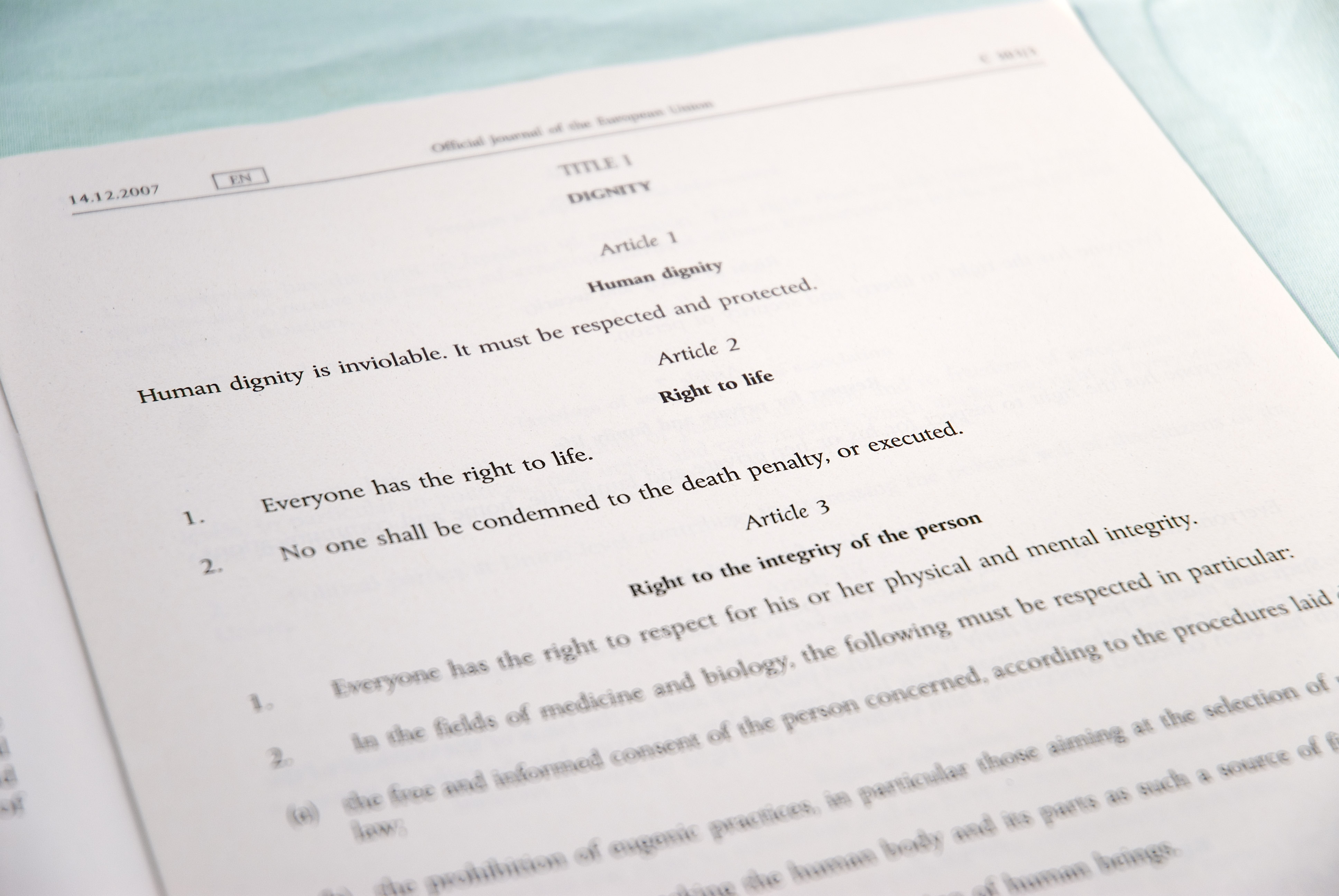
Artikel 2 slår fast att dödsstraff är förbjudet inom EU.

Stadgan består av sju avdelningar, som fastslår mänsklig värdighet, friheter, jämlikhet, solidaritet, medborgarnas rättigheter, rättsskipning samt allmänna bestämmelser om tolkning och tillämpning av stadgan. I den första avdelningen fastslås bland annat att människans värdighet är okränkbar, att ingen får dömas till döden eller avrättas, att alla människor har rätt till integritet, att tortyr och slaveri är förbjudet.
I den andra avdelningen garanteras rätt till olika friheter, till exempel religions-, yttrande-, mötes- och näringsfrihet. Där slås även fast rätten till äktenskap, asyl, utbildning, egendom och petition, principen om non-refoulement och skydd av personuppgifter. Likhet inför lagen, icke-diskriminering även på grund av funktionsnedsättning och sexuell läggning, mångfald och barns och äldres rättigheter inkluderas i den tredje avdelningen om jämlikhet. Övriga avdelningar garanterar bland annat arbetares rättigheter, hälso- och konsumentskydd, rösträtt, rättsstatens principer. I den allra sista avdelningen, om tolkningen och tillämpningen av stadgan, förtydligas att ingen bestämmelse i stadgan får medföra att andra rättigheter och friheter i stadgan sätts ur spel i större utsträckning än vad som anges i den.

### Lista över inkluderade rättigheter

#### Avdelning II: Friheter

##### Artikel 8: Skydd av personuppgifter
Enligt artikel 8 har var och en har rätt till skydd av de personuppgifter som rör honom eller henne. Begreppet "personuppgifter" i artikeln är dock inte definierat. Enligt de förklaringar som upprättades vid stadgandes uppkomst bör vägledning sökas i det tidigare dataskyddsdirektivet, men även Europarådets konvention 108 och artikel 8 i Europakonventionen. Det finns även skäl att söka vägledning i GDPR.

### Ej inkluderade rättigheter
Stadgan innehåller inte några explicita skrivelser om rätten till abort. I januari 2022 krävde flera Europaparlamentariker att en sådan rättighet skulle föras in i stadgan. Även Frankrikes president Emmanuel Macron uttalade sig positiv till att inkludera både rätten till abort och rätten till skydd av miljön i stadgan. I början av juli 2022 ställde sig en majoritet i Europaparlamentet positiva till att inkludera rätten till abort i stadgan. I april 2024 uttalade Europaparlamentet sig åter för att skriva in aborträtten i stadgan. Ett sådant beslut skulle dock kräva en fördragsändring, vilket är osannolikt, eftersom alla medlemsstater måste godkänna det. Framför allt Malta och Polen, där abort är helt eller delvis förbjudet, skulle osannolikt ställa sig bakom ett sådant förslag.

## Ratificering

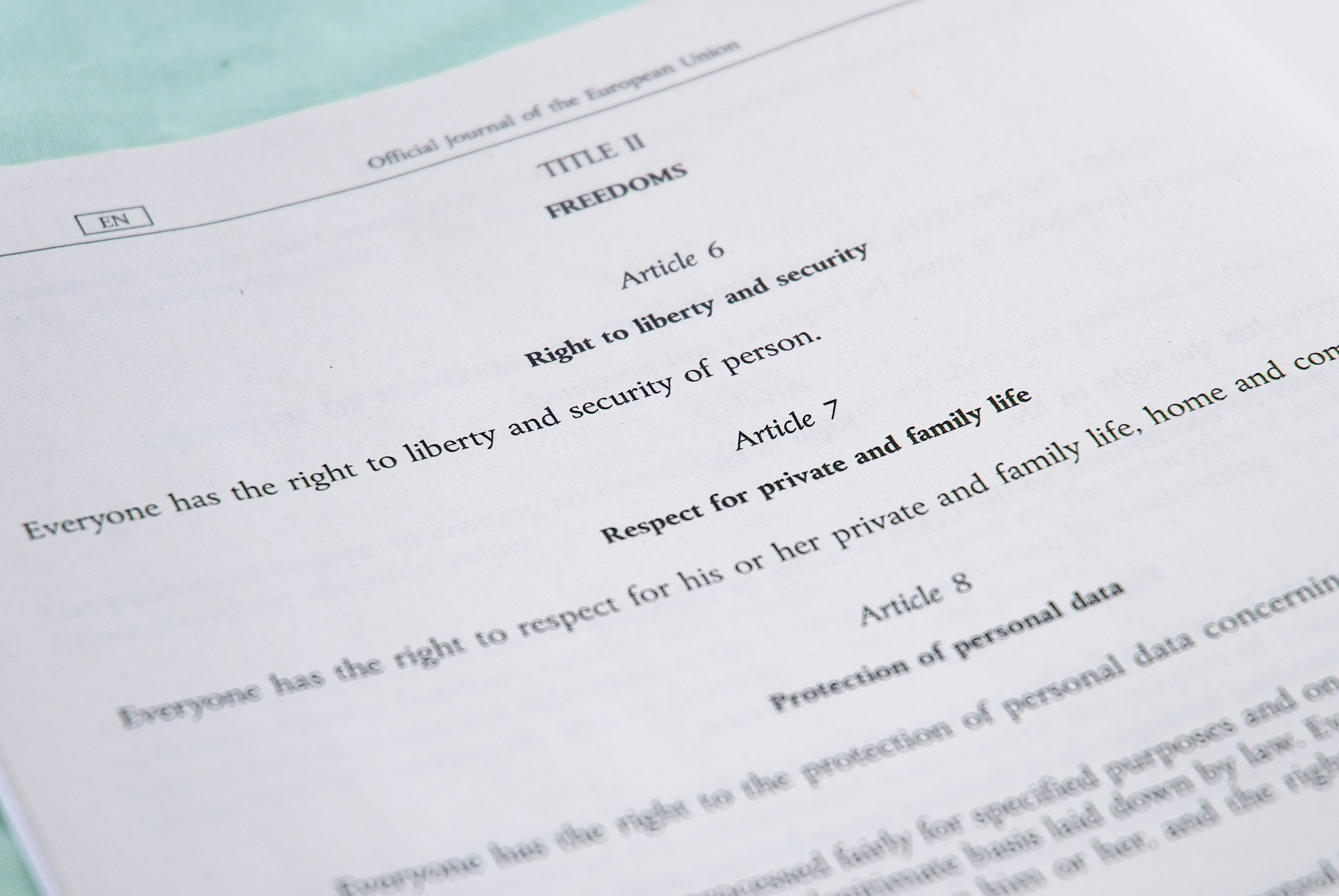
Artikel 6 slår fast rätten till frihet.

Europeiska unionens stadga om de grundläggande rättigheterna var tvungen att ratificeras av unionens medlemsstater i enlighet med sina egna konstitutionella bestämmelser för att kunna bli en del av unionens primärrätt. Till skillnad från Europeiska konstitutionen var inte rättighetsstadgan en del av Lissabonfördraget. Istället blev stadgan juridiskt bindande genom en referens i Lissabonfördraget till den externa stadgan. Ratificeringen av stadgan skedde därmed parallellt med ratificeringen av Lissabonfördraget. Även om andra delar av Lissabonfördraget väckte betydligt mer debatt under ratificeringsprocessen, uppstod kontroverser över stadgan i tre av unionens medlemsstater: Polen, Storbritannien och Tjeckien. Eftersom varken fördraget eller stadgan skulle kunna träda i kraft utan dessa medlemsstaters godkännande, erhöll de på ett eller annat sätt särskilda garantier kring stadgans tillämplighet.

### Polen, Storbritannien och Tjeckien

Slutgiltig deposition avklarad
Ratificeringsförfarandet avklarat
Ratificeringsförfarandet ej klart
Ratificeringsförfarandet stoppat

Genom ett protokoll, som med Lissabonfördraget fogades till Europeiska unionens grundfördrag, erhöll Polen och Storbritannien särskild status gällande stadgans tillämplighet. Protokollet tydliggör att det inte påverkar tillämpligen av stadgan och övrig unionsrätt på övriga medlemsstater och att stadgan är juridiskt bindande för alla medlemsstater, inklusive Polen och Storbritannien. Däremot fastslår protokollet att stadgan inte på något sätt utvidgar möjligheten för Europeiska unionens domstol, Polens domstolar eller Storbritanniens domstolar att fastslå att nationella bestämmelser (till exempel lagar) är oförenliga med de rättigheter som återfinns i stadgan. Protokollet fastslår också att när stadgan hänvisar till nationell lagstiftning ska den vara tillämplig i Polen och Storbritannien endast i den mån de rättigheter som den innehåller återfinns i Polens och Storbritanniens lagstiftning.
Motiven bakom varför Polen och Storbritannien önskade dessa garantier var olika. För Storbritanniens del handlade det främst om att regeringen såg en risk att rättighetsstadgan skulle påtvinga landet en förändring inom arbetsrätten, medan det i Polens fall handlade om att regeringen ansåg att stadgan skulle urholka Polens strikta lagstiftning kring homosexuella, abort och dödshjälp.
Under ratificeringsprocessen av Lissabonfördraget och stadgan krävde Tjeckiens president Václav Klaus liknande garantier för att ratificera. Grunden för detta krav var hans oro för att de tyskar som varit bosatta i Sudetenland i nuvarande Tjeckien fram till slutet av andra världskriget, och som vid krigsslutet blev fördrivna, liksom deras efterlevande, skulle kunna kräva tillbaka förlorad egendom med hänvisning till stadgan. Tjeckiens regering har föreslagit att ett protokoll som fastslår Tjeckiens särskilda ställning ska fogas till unionens grundfördrag i samband med att anslutningsfördraget 2011 ratificeras.

### Ratificeringsförfarandet i detalj
| \| Europeiska unionen \| \| 2007-12-12 \| \| ej nödvändigt \| \| ej nödvändigt \| \| ej nödvändigt \| \| \| \| \| \| \| ------------------ \| \| ---------- \| \| ------------- \| \| ------------- \| \| ------------- \| \| \| \| \| \| |  |            |  |               |  |               |  |               |  |  |  |  |  |
| Europeiska unionen |  | 2007-12-12 |  | ej nödvändigt |  | ej nödvändigt |  | ej nödvändigt |  |  |  |  |  |